# برج کانی
برج کانی (به لاتین: Torre Caney) یک آسمان‌خراش در جمهوری دومینیکن است که در سانتو دومینگو واقع شده است.